# Подарунок (фільм, 2009)
«Подарунок» (англ. Echelon Conspiracy — Заговір ешелону) — американський кінофільм Грега Маркса 2009 року. У головних ролях зналися Шейн Вест, Едвард Бернз, Вінг Реймс, Джонатан Прайс, Мартін Шин. У США фільм вперше було показано 27 лютого 2009 року., в Україні — 12 березня.

## У головних ролях
- Шейн Вест — Макс Пітерсон — головний герой кінофільму;
- Едвард Бернз — Джон Рід;
- Вінг Реймс — агент Дейв Грант;
- Мартін Шин — Раймонд Берк;
- Тамара Фельдман — Каміла;
- Сергій Губанов — Юрій Малінін — російський хакер, майор;
- Гоша Куценко — російський генерал;
- Стівен Елдер — Чарлз

## Кінокритика
На сайті Metacritic кінофільм отримав рейтинг у 26 балів із 100 (5-ма критичними відгуками).